# ژیزل پلیکو
ژیزل پلیکوت  (فرانسوی: [ʒizɛl peliko] ; متولد ۷ دسامبر ۱۹۵۲) یک زن فرانسوی است که در یک دوره نه ساله بین سال‌های ۲۰۱۱ تا ۲۰۲۰ به‌طور مخفیانه توسط همسرش دومینیک پلیکوت مورد تجاوز جنسی و مواد مخدر قرار گرفت. دومینیک همچنین در مجموع ۷۲ مرد را دعوت کرد که از طریق یک وب سایت با آنها تماس گرفته تا در حالی که ژیزل بیهوش بود، در خانه این زوج به او تجاوز کنند. ژیزل تنها در سال ۲۰۲۰ از این آزار و اذیت آگاه شد، زمانی که دومینیک به دلیل گرفتن عکس زیردامنی از یک زن در یک سوپرمارکت محلی دستگیر شد و بازرسی پلیس از تجهیزات رایانه‌ای او تصاویری از تجاوز به ژیزل را نشان داد.
هنگامی که دومینیک و پنجاه مرد دیگر به دلیل تجاوز شدید، اقدام به تجاوز جنسی و تعرض جنسی در آوینیون در سال ۲۰۲۴ محاکمه شدند، ژیزل از حق خود برای ناشناس ماندن و محاکمه پشت درهای بسته چشم پوشی کرد. این محاکمه توجه رسانه‌های سراسر جهان را به خود جلب کرد و شجاعت و عزم ژیزل برای صحبت از طرف همه قربانیان تجاوز جنسی، حمایت و تحسین گسترده بین‌المللی او را برانگیخت. او به یک نماد فمینیست تبدیل شد و در لیست ۱۰۰ زن سال بی‌بی‌سی در سال ۲۰۲۴ و در فهرست ۲۵ زن با نفوذ سال ۲۰۲۴ فایننشال تایمز قرار گرفت.
در دسامبر ۲۰۲۴، ۵۰ نفر از ۵۱ مرد محاکمه شده، از جمله دومینیک، به تجاوز جنسی، تلاش به تجاوز جنسی و تعرض جنسی به ژیزل محکوم شدند. پنجاه و یکمین مرد که به تجاوز به ژیزل متهم نشده بود، به تجاوز به همسر خودش محکوم شد. دومینیک حکمی معادل حداکثر ۲۰ سال حبس را دریافت کرد، در حالی که سایر متهمان به ۳ تا ۱۵ سال زندان محکوم شدند.

## پیش زمینه
ژیزل پلیکوت در ۷ دسامبر ۱۹۵۲ در شهر ویلینگن در بخش جنوبی آلمان غربی متولد شد. پدر او یک سرباز فرانسوی بود. او در پنج سالگی وارد فرانسه شد و مادرش در نه سالگی بر اثر سرطان درگذشت. او در سال ۱۹۷۱ با همسر آینده‌اش دومینیک پلیکوت آشنا شد. آن‌ها در آوریل ۱۹۷۳ ازدواج کردند و در حومه پاریس در ویلیه-سور-مرن ساکن شدند. یک پسر به نام دیوید و یک دختر به نام کارولین در سال‌های اولیه ازدواجشان به دنیا آمدند و پس از آن‌ها فلوریان، در سال ۱۹۸۶ به دنیا آمد.
ژیزل یک شغل مدیریتی برای الکتریسیته دو فرانس داشت. دومینیک به عنوان یک برقکار و یک مشاور املاک کار می‌کرد. او همچنین تعدادی کسب و کار راه اندازی کرد که در نهایت شکست خورد. ژیزل در اواسط دهه ۱۹۸۰ یک رابطه سه ساله با همکار خود داشت. زمانی که دومینیک این رابطه را کشف کرد، برای چندین ماه با زن دیگری نقل مکان کرد تا اینکه این زوج آشتی کردند و زندگی مشترک خود را از سر گرفتند. پس از دستگیری نهایی او در سال ۲۰۲۰، ارتباطی بین دومینیک و حملات به زنان در دهه ۱۹۹۰ آشکار شد. او به حمله به یک مشاور املاک جوان در سال ۱۹۹۹ اعتراف کرد، اما تجاوز و قتل یک مشاور املاک جوان دیگر را در سال ۱۹۹۱ انکار کرد. در سال ۲۰۰۱، این زوج به دلایل مشکلات مالی از هم طلاق گرفتند. با این وجود آن‌ها به زندگی مشترک خود ادامه دادند و در سال ۲۰۰۷ دوباره باهم ازدواج کردند. در سال ۲۰۱۰، دومینیک در سوپرمارکتی در نزدیکی پاریس در حال گرفتن عکس زیردامنی از زنی دستگیر شد و جریمه ۱۰۰ یورویی را پذیرفت تا از تشکیل پرونده قضایی جلوگیری کند. ژیزل از این حادثه بی‌خبر ماند.
پس از بازنشستگی در سال ۲۰۱۳، دومینیک به مازن در جنوب شرقی فرانسه نقل مکان کرد و خانه ای با باغ و استخر اجاره کرد. ژیزل نیز به یک گروه کر پیوست، در حالی که شوهرش به باشگاه تنیس می‌رفت و دوچرخه سواری زیادی انجام می‌داد. در تعطیلات تابستانی فرزندان و نوه‌هایشان به آنها پیوستند.

## سوء استفاده و کشف جرم
زمانی که این زوج هنوز در پاریس زندگی می‌کردند، دومینیک برای ژیزل لورازپام، نوعی بنزودیازپین، تجویز می‌کرد و از وضعیت ناشی از مصرف دارو سوءاستفاده کرده و در حالی که او خواب بود، به او تجاوز می‌کرد. او سپس شروع به اضافه کردن قرص‌های خواب‌آوری که از پزشک خودش دریافت کرده بود به غذا و نوشیدنی ژیزل کرد تا او را بیهوش کند.
پس از نقل مکان به مازن، دومینیک شروع به دعوت از مردانی کرد که از طریق اینترنت با او در ارتباط بودند تا در حالی که ژیزل بیهوش بود، به او تجاوز کنند. ژیزل که به دلیل مصرف مواد مخدر دچار مشکلات حافظه شده بود، نگران بود که شاید به بیماری آلزایمر یا تومور مغزی مبتلا باشد، اما نتایج آزمایش‌ها منفی بود. او به ماجرا مشکوک شده بود و یک‌بار از شوهرش پرسید که آیا مواد مخدر مصرف می‌کند یا نه، اما وقتی دومینیک انکار کرد، او هم پذیرفت و از حقیقت مصرف مواد و تعرض‌هایی که به او می‌شد، بی‌خبر ماند.
پس از دستگیری همسرش در سپتامبر ۲۰۲۰ به دلیل گرفتن عکس زیردامنی از زنی در یک سوپرمارکت محلی، پلیس در تجهیزات کامپیوتری ضبط‌شده از خانه این زوج، تصاویری از ژیزل بیهوش را کشف کرد که در آن همسرش و حداقل ۸۳ مرد دیگر به او تجاوز می‌کردند. ژیزل روز ۲ نوامبر ۲۰۲۰ را به یاد می‌آورد، زمانی که آن‌ها به اداره پلیس احضار شدند و ویدئوهای مربوط به آزارش را به او نشان دادند او گفت: «همه چیز نابود شد، تمام آنچه در طول ۵۰ سال ساخته بودم از بین رفت.» دومینیک به بازداشت موقت فرستاده شد.
بین زمان دستگیری‌اش در سپتامبر و انتقالش به بازداشت در ۲ نوامبر، دومینیک همچنان به دعوت مردان برای تجاوز به ژیزل ادامه داده بود. ژیزل از خانه خانوادگی نقل مکان کرد و روند طلاق را آغاز نمود؛ او دیگر همسر سابقش را تا زمان محاکمه در سپتامبر ۲۰۲۴ ندید. طلاق آن‌ها درست پیش از برگزاری دادگاه نهایی شد.

## محاکمه
محاکمه دومینیک و ۵۰ مرد دیگر که از روی تصاویر کامپیوتری شناسایی شده بودند در سپتامبر ۲۰۲۴ در آوینیون آغاز شد. به عنوان یک قربانی تجاوز جنسی، ژیزل حق ناشناس ماندن و حق محاکمه پشت درهای بسته را داشت، اما از حق خود برای ناشناس ماندن چشم پوشی کرد و به منظور افزایش آگاهی در مورد تجاوز جنسی با آلودگی به مواد مخدر (تسلیم شیمیایی) و تشویق سایر قربانیان جنایات جنسی به صحبت کردن، اصرار بر محاکمه عمومی داشت.
او با موفقیت تصمیم اولیه قاضی مبنی بر محروم کردن عموم از حضور در دادگاه هنگام نمایش ویدیوهای تجاوز به خود را به چالش کشید. او در اشاره به مردانی که متهم به تجاوز به او بودند گفت: ""شرم بر آن‌هاست، من خوش‌شانس هستم که شواهدی در اختیار دارم. من شواهدی دارم، که بسیار نادر است؛ بنابراین، باید از [همه اینها] بگذرم تا از همه قربانیان دفاع کنم". وقتی او را شجاع توصیف کردند، گفت: «من می‌گویم این شجاعت نیست، اراده و عزم برای تغییر جامعه است.»
در ۱۹ دسامبر ۲۰۲۴، دومینیک به تجاوز شدید محکوم شد و به حداکثر ۲۰ سال زندان محکوم شد. از ۵۰ متهم دیگر، ۴۹ نفر به ارتکاب تجاوز شدید، اقدام به تجاوز جنسی یا تعرض جنسی علیه ژیزل مجرم شناخته شدند و به ۳ تا ۱۵ سال حبس محکوم شدند. یک مرد به اتهام مصرف مواد مخدر و تجاوز به همسرش به همراه دومینیک مجرم شناخته شد، اما متهم به ارتکاب هیچ جرمی علیه ژیزل نشد. هفده نفر از محکومان درخواست تجدید نظر کردند. دومینیک در میان آن‌ها نبود. وکیل او گفت که او نمی‌خواهد بار دیگر چیزی بر ژیزل تحمیل کند یا در معرض اتهامات بیشتر و مجازات حبس طولانی‌تر باشد.

ژیزل در ۱۹ دسامبر پس از محاکمه اظهار داشت:
زمانی که در ۲ سپتامبر شروع کردم، می‌خواستم مطمئن شوم که جامعه واقعاً می‌تواند اتفاقات را ببیند و هرگز از این تصمیم پشیمان نشده‌ام. من اکنون به توان جمعی خود برای دستیابی به آینده ای ایمان دارم که در آن همه، زن و مرد، بتوانند در کنار هم با احترام و درک متقابل زندگی کنند.

## شناخت و تأثیر

ژیزل پلیکوت در صفحه اول روزنامه‌های بریتانیا، ۲۰ دسامبر ۲۰۲۴

تصمیم ژیزل برای چشم پوشی از ناشناس ماندن و برگزاری محاکمه دومینیک در ملأ عام و همچنین رفتار متین او در طول دادگاه، منجر به حمایت گسترده عمومی از او شد. او هر روز با تشویق مردمی که در بیرون دادگاه جمع شده بودند دادگاه را ترک می‌کرد، تصویرش در هنرهای خیابانی ظاهر می‌شد و شعارهای حمایتی روی دیوارهای اطراف دادگاه نصب می‌شد. یک سازمان استرالیایی به نام «زنان مسن استرالیا» که آگاهی در مورد تجاوزات جنسی علیه زنان مسن را افزایش می‌دهد، یک روسری زنان بومی استرالیا را برای ژیزل فرستاد که اغلب آن را در دادگاه می‌پوشید. او که اغلب از طریق وکیلش صحبت می‌کرد، گفت که از این هدیه و ارتباطی که زنان در سراسر جهان برای مقابله با خشونت علیه آن‌ها متحد می‌کند، تحت تأثیر قرار گرفته است. تظاهرات در حمایت از او برگزار شد و او تبدیل به نماد فمینیست شد.
ژیزل در لیست ۱۰۰ زن بی‌بی‌سی در سال ۲۰۲۴ گنجانده شد، و به عنوان یکی از ۲۵ زن تأثیرگذار سال ۲۰۲۴ توسط فایننشال تایمز ذکر شد.
پس از صدور حکم، حامیان از شجاعت ژیزل تشکر کردند و حکم صادر شده برای همسر سابقش را جشن گرفتند. امانوئل ماکرون، رئیس‌جمهور فرانسه به خاطر «وقار و شجاعتش» از او تشکر کرد و رهبران خارجی از جمله اولاف شولز، صدراعظم آلمان و پدرو سانچز، نخست‌وزیر اسپانیا، در اِکس او را تشویق کردند. در ۲۰ دسامبر، یک روز پس از احکام، ژیزل در صفحه اول روزنامه‌های سراسر اروپا ظاهر شد. در همان تاریخ، کاترین مایر، روزنامه‌نگار بریتانیایی طوماری تنظیم کرد و خواستار دریافت جایزه صلح نوبل برای ژیزل شد.
در ۲ ژانویه ۲۰۲۵، ژیزل در یک نظرسنجی فرانسوی به عنوان شخصیت سال انتخاب شد و با اختلاف اندکی از دونالد ترامپ پیشی گرفت.
او در سال ۲۰۲۵ به عنوان یکی از زنان سال تایم انتخاب شد.